# 斯滕韦克
斯滕韦克（法語：Steenwerck，法語發音：[stɛ̃vɛʁk]）是法国上法兰西大区北部省的一个市镇，位于该省西北部，属于敦刻尔克区。

## 地理
斯滕韦克（50°42'1"N, 2°46'39"E）面积27.47 平方千米，位于法国上法蘭西大區北部省，该省份为法国最北部的省份及最长的省份，西北濒北海，西接加来海峡省，南至埃纳省和索姆省，东与比利时接壤。
与斯滕韦克接壤的市镇（或旧市镇、城区）包括：巴約勒、勒杜略、埃尔坎盖姆利斯、埃泰尔、涅普、利斯河畔萨伊。
斯滕韦克的时区为UTC+01:00、UTC+02:00（夏令时）。

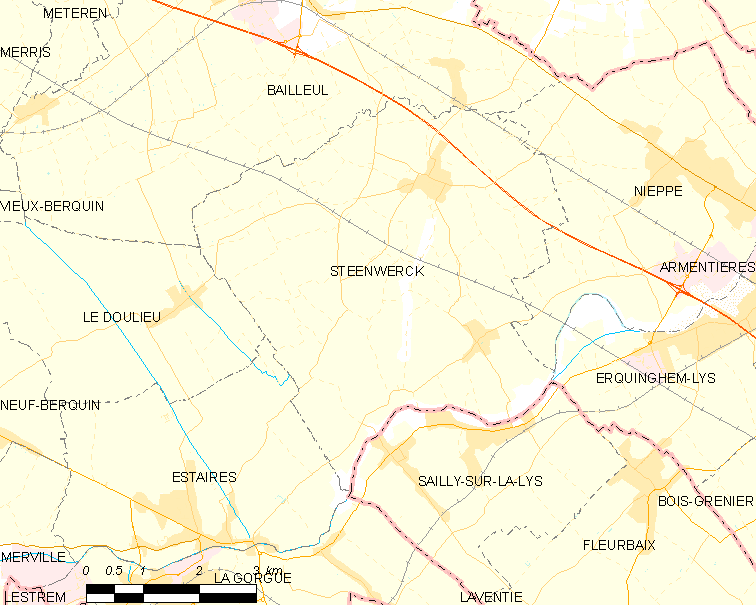
斯滕韦克的OSM定位图

## 行政
斯滕韦克的邮政编码为59181，INSEE市镇编码为59581。

## 政治
斯滕韦克所属的省级选区为巴约勒县。

## 人口

1962-2008年间斯滕韦克人口变化图示

斯滕韦克于2022年1月1日时的人口数量为3474人。